# Șerban Cioculescu

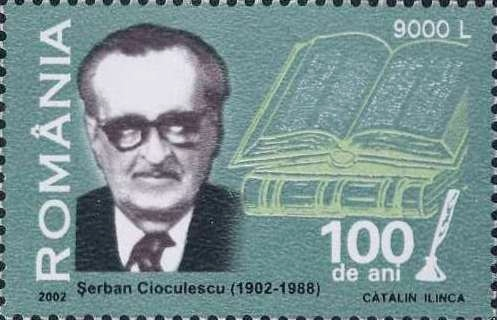
Criticul literar Șerban Cioculescu reprezentat pe un timbru românesc din 2002

Șerban Cioculescu (n. 7 septembrie 1902, Mehedinți, România – d. 25 iunie 1988, București, România) a fost un caragialeolog, critic și istoric literar român, profesor la universitățile din Iași și București.

## Studii și importanță
Urmează liceul la Turnu Severin, obține licența în literatura franceză la Universitatea din București (1923); între 1926 - 1928, studii de filologie romanică la Paris. Din 1924 până în 1946 este profesor secundar la liceul din Găești; obține doctoratul în 1945 cu o teză intitulată "Dimitrie Anghel, viața și opera". Membru al Academiei Române din 1974.
Debutează în 1923 la Facla literară, scrie cronici literare la Adevărul, Revista Fundațiilor Regale, Kalende, Viața, Curentul literar, Ecoul, România liberă, Ramuri. Debut editorial în 1935, cu Corespondența dintre I.L. Caragiale și Paul Zarifopol; se consacră studierii vieții și operei lui I.L. Caragiale.
A fost director general al Bibliotecii Academiei Române.
Istoric și critic literar, bibliofil și editor, Șerban Cioculescu și-a orientat scrisul în spiritul filologiei și al erudiției clasice.

## Opera

### Studii monografice. Sinteze
- Corespondența dintre I.L. Caragiale și Paul Zarifopol (1935)
- Viața lui Ion Luca Caragiale (1940)
- Aspecte lirice contemporane (1942)
- Introducere în poezia lui Tudor Arghezi (1946), ediție revăzută (1971)
- Dimitrie Anghel. Viața și opera (1945)
- Documente inedite (1964)
- Ion Luca Caragiale (1967)
- Aspecte literare contemporane (1972)
- Caragialiana (1974)
- Argheziana (1985)
- Eminesciana (1985)
  - Împreună cu colegii săi de generație, Tudor Vianu și Vladimir Streinu, scrie și editează volumul întâi din Istoria literaturii române moderne (1944). Proiectul a fost, din păcate, abandonat.

### Publicistica literară
- Varietăți critice (1966)
- Medalioane franceze (1971)
- Amintiri (1973)
- Prozatori români (1977)
- Poeți români (1982)
- Itinerar critic, vol. I-V, (1973-1989)
- Dialoguri literare (1987)

## Distincții
- Ordinul „Meritul Cultural”, în gradul de Cavaler cl. II, pentru litere (1 februarie 1943)[9]
- Ordinul „Steaua Republicii Populare Romîne” clasa a IV-a (10 august 1964) „pentru merite deosebite în opera de construire a socialismului, cu prilejul celei de a XX-a aniversări a eliberării patriei”[10]
- Ordinul „Meritul Științific” clasa a II-a (26 septembrie 1966) „pentru merite deosebite în activitatea științifică, cu prilejul Centenarului Academiei Republicii Socialiste România”[11]
- titlul de Om de știință emerit al Republicii Socialiste România (26 iunie 1969) „în semn de prețuire a personalului didactic pentru activitatea meritorie în domeniul instruirii și educării elevilor și studenților și a contribuției aduse la dezvoltarea învățămîntului și culturii din patria noastră”[12]
- Ordinul „Meritul Cultural” clasa I (20 aprilie 1971) „pentru merite deosebite în opera de construire a socialismului, cu prilejul aniversării a 50 de ani de la constituirea Partidului Comunist Român”[13]
- Ordinul Muncii clasa I (10 octombrie 1972) „pentru îndelungată și rodnică activitate în domeniul creației literare, [...] cu prilejul împlinirii vîrstei de 70 de ani”[14]
- Ordinul Muncii clasa I (29 aprilie 1983) „pentru contribuția adusă la înfăptuirea politicii partidului și statului de făurire a societății socialiste multilateral dezvoltate în patria noastră și rezultatele deosebite obținute în întrecerea socialistă pentru îndeplinirea și depășirea planului național unic de dezvoltare economico-socială pe anul 1982”[15]

## Cinstirea lui Șerban Cioculescu
- O stradă din Găești îi poartă numele: Strada Șerban Cioculescu.
- O școală gimnazială din Găești îi poartă numele: Școala Gimnazială „Șerban Cioculescu” Găești.

## Legături externe
- Membrii Academiei Române din 1866 până în prezent – C
- Șerban Cioculescu: Tovarășul Ceaușescu ne duce pe calea..., 22 iulie 2010, Adrian Majuru, Cotidianul
- Șerban Cioculescu, după 20 de ani, 25 iunie 2008, Amos News